# Zbigniew Salwa

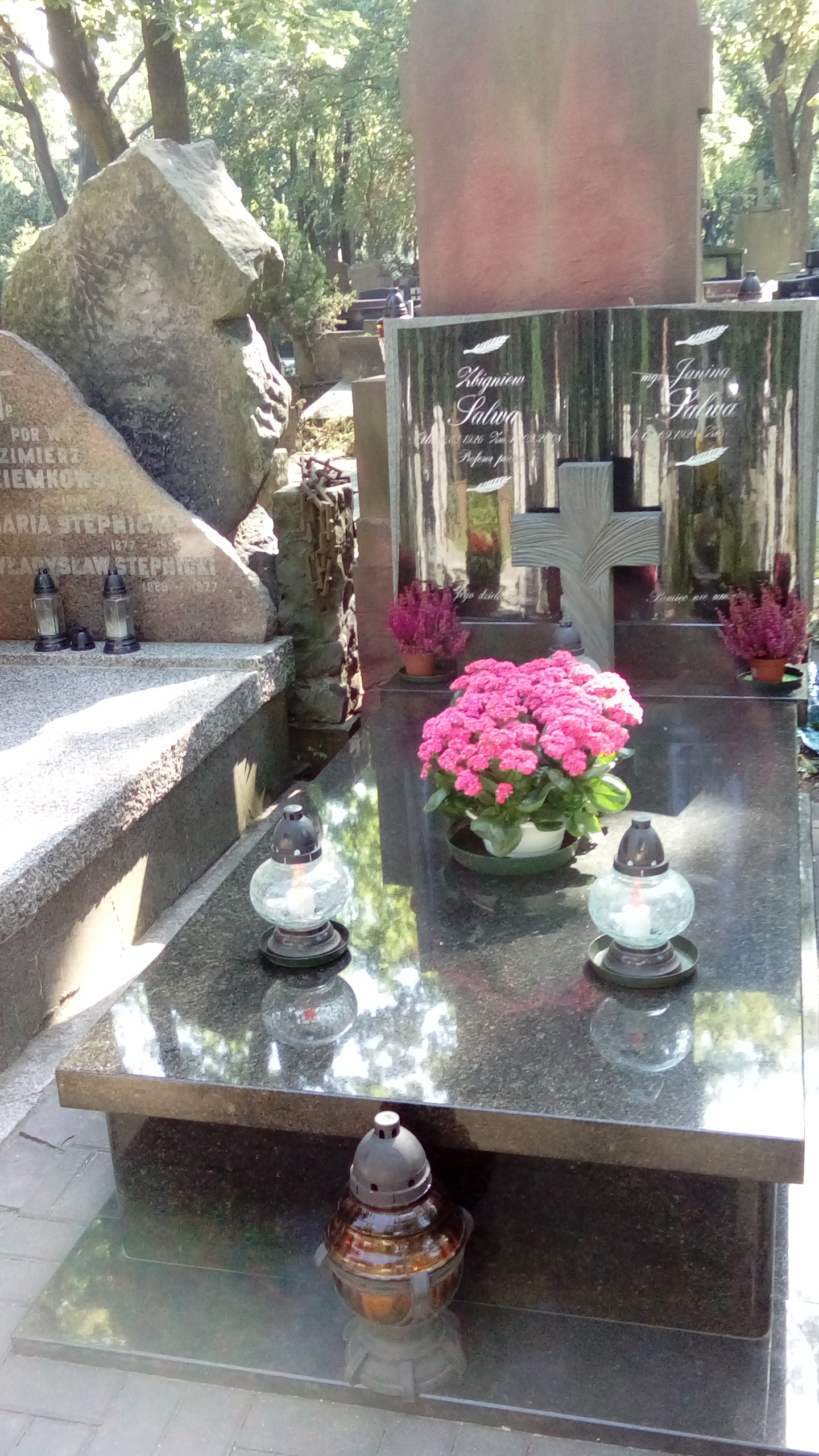
Nagrobek Zbigniewa Salwy na Cmentarzu Wojskowym na Powązkach

Zbigniew Salwa (ur. 10 marca 1926 w Bełżcu, zm. 11 lutego 2008 w Warszawie) – polski prawnik, profesor nauk prawnych, specjalista w zakresie prawa pracy, nauczyciel akademicki Uniwersytetu Warszawskiego.

## Życiorys naukowy
W 1951 ukończył studia na Wydziale Prawa Uniwersytetu Łódzkiego, uzyskując dyplom magistra praw. W 1960 otrzymał stopień doktora, nadany przez Radę Naukową Instytutu Nauk Prawnych PAN, a doktora habilitowanego w 1964 na Wydziale Prawa Uniwersytetu Warszawskiego. W 1969 otrzymał tytuł naukowy profesora nadzwyczajnego, a w 1978 – profesora zwyczajnego.
W roku akademickim 1958/1959 odbył staż naukowy w Institut des Sciences Sociales du Travail w Paryżu, a w 1967 czteromiesięczny staż w Genewie jako stypendysta Międzynarodowej Organizacji Pracy.
Pracę zawodową rozpoczął w 1950 w charakterze asystenta-stażysty w Katedrze Postępowania Karnego Wydziału Prawa Uniwersytetu Łódzkiego. W latach 1952–1955 był aspirantem Instytutu Nauk Społecznych, jednocześnie w roku akademickim 1953/1954 pracując jako starszy asystent w Katedrze Teorii Państwa i Prawa Wydziału Prawa UW. W 1956 podjął pracę na stanowisku adiunkta w Katedrze Prawa Pracy Wydziału Prawa UW.
W 1964 awansował na stanowisko docenta, w 1965 objął zaś kierownictwo Katedry Prawa Pracy. Od 1969 był kierownikiem Zakładu Prawa Pracy i Polityki Społecznej Wydziału Prawa i Administracji UW. Kierując pracami Katedry, a następnie Zakładu PPiPS stworzył warunki do rozwoju tej placówki i zdobycia przez nią wysokiej rangi naukowej.
W latach 1970–1972 sprawował mandat delegata Rady Wydziału do Senatu UW. W okresie od 1968 do 1972 był wicedyrektorem Instytutu Administracji i Zarządzania, w latach 1972–1978 jego dyrektorem. Od 1978 był przewodniczącym Rady Naukowej Instytutu Nauk Prawno-Administracyjnych UW.
Od 1982 do 1989 był członkiem Trybunału Stanu. Wykładał także w Wyższej Szkole Przedsiębiorczości i Zarządzania im. Leona Koźmińskiego.

## Dorobek naukowy
Na jego opublikowany dorobek naukowy składa się ogółem 155 pozycji, w tym monografie, podręczniki i skrypty akademickie, współautorstwo komentarza kodeksu pracy oraz komentarza ustawy o związkach zawodowych, studia, artykuły i recenzje.
Jego zainteresowania naukowe koncentrowały się początkowo wokół dwóch problemów: obowiązków pracowniczych oraz źródeł regulacji prawnej porządku pracy w zakładzie pracy.
Przemyślenia dotyczące pierwszego problemu opublikowane zostały w kilku artykułach, opracowaniu Podstawowe problemy prawa pracy, którego był współautorem, oraz monografii Socjalistyczna dyscyplina pracy. Analizował w nich nie tylko aspekty prawne, a w szczególności pojęcie i zakres treści obowiązków pracowniczych, środki sprzyjające zapewnieniu ich przestrzegania, lecz także uwarunkowania i środki pozaprawne wpływające na ich należyte wykonywanie oraz stymulujące postawy pracownicze. Do problematyki tej w ujęciu bardziej ogólnym i generalnym powrócił w późniejszych latach w obszernym studium Organizacyjna funkcja prawa pracy.
Rezultaty dociekań w ramach drugiego problemu opublikowane były w kilku artykułach, a przede wszystkim w monografii Charakter prawny i zakres regulaminu pracy w PRL. Było to pierwsze, pogłębione opracowanie tej problematyki w polskiej nauce prawa pracy, rozważające podjęte w niej zagadnienia na szerszym tle porównawczym, z uwzględnieniem ewolucji regulacji prawnej oraz kształtujących się poglądów teoretycznych na charakter prawny i role regulaminu pracy. Przeprowadzona analiza doprowadziła Autora do wniosku, że w świetle polskiego prawa pracy regulamin pracy jest aktem normatywnym, jednym ze źródeł prawa pracy, swoistym dla tej gałęzi prawa.
W następnych latach rozszerzył zakres swoich zainteresowań badawczych, koncentrując się przede wszystkim na teoretycznych aspektach tych instytucji i przepisów prawa pracy, które mają doniosłe znaczenie praktyczne. Podjął więc w szerokim zakresie problematykę pozycji, charakteru prawnego i zakresu uprawnień samorządu pracowniczego.
Istotne miejsce w jego działalności naukowej zajęła problematyka kodyfikacji prawa pracy, a w szczególności jej zasadniczych założeń, podstawowych zasad prawa pracy, kryteria różnicowania uprawnień pracowniczych i ukształtowania mechanizmu ich ochrony w przyszłym kodeksie.
Po uchwaleniu kodeksu pracy profesor Zbigniew Salwa skupił swoją uwagę na analizie przyjętych przez kodeks rozwiązań prawnych, oraz przedstawieniu podstawowych założeń i instytucji kodeksu pracy w czołowych czasopismach prawniczych innych krajów i na forum międzynarodowym.
Kolejnym przedmiotem zainteresowań badawczych była instytucja wypowiedzenia zmieniającego. Została ona poddana wszechstronnej analizie w cyklu artykułów stanowiących całościowe, o charakterze monograficznym, opracowania tej instytucji na gruncie naszego prawa pracy. Przedstawiona została w nich zarówno sama konstrukcja prawna wypowiedzenia zmieniającego, jak i treść poszczególnych jej elementów.
Ważne miejsce w jego dorobku naukowym w ostatnich latach życia zajmowały opracowania wskazujące na potrzebę dokonania reformy naszego ustawodawstwa pracy oraz reprezentujące przesłanki, kierunki i zakres postulowanej jego przebudowy. Dokonana została w nich ocena istniejącego systemu prawa pracy oraz przedstawione propozycje zarówno o charakterze ogólniejszym, dotyczące reformy całego systemu prawa pracy, jak i postulaty bardziej szczegółowe, dotyczące nowelizacji kodeksu pracy i jego poszczególnych instytucji.

## Działalność dydaktyczna
Był autorem trzech podręczników akademickich „Prawo pracy w zarysie” i „Prawo pracy PRL w zarysie”, stanowiących ze względu na istotne zmiany stanu prawnego, w zasadzie dwa odrębne, niezależne od siebie opracowania, oraz zmienionego i uzupełnionego nowego wydania Prawo pracy i ubezpieczeń społecznych.
Pod jego kierownictwem napisanych zostało kilkaset prac magisterskich i dyplomowych. Był promotorem 18 prac doktorskich, z których kilka zostało opublikowanych w formie książkowej i uzyskało Nagrody Ministra Nauki, Szkolnictwa Wyższego i Techniki. Trzech jego doktorantów habilitowało się. Był również recenzentem licznych prac doktorskich i habilitacyjnych oraz w wielu wypadkach dorobku naukowego uzasadniającego przyznanie tytułu profesora.
Za osiągnięcia w pracy naukowej, dydaktyczno-wychowawczej i kształcenia młodej kadry naukowej został czterokrotnie wyróżniony Nagrodą I i II Stopnia Ministra Nauki, Szkolnictwa Wyższego i Techniki (w latach 1965, 1971, 1975 i 1978).

## Działalność legislacyjna
Należał do współtwórców kodeksu pracy z 1974, był członkiem działającej w 1981 komisji przygotowującej nowelizację tego aktu prawnego oraz wiceprzewodniczącym podobnej komisji działającej w latach 1985–1986. W 1988 powołany został na przewodniczącego Komisji do Spraw Reformy Prawa Pracy, która zakończyła swoją działalność w 1989 przygotowaniem założeń reformy tej gałęzi prawa. Od 1990 r. był członkiem ponownie powołanej Komisji do Spraw Reformy Prawa Pracy.
W latach 1973–1989 był członkiem Rady Legislacyjnej, pełniąc w latach 1986–1989 funkcję jej wiceprzewodniczącego. Od 1989 był członkiem Zespołu Prawa Pracy i Ubezpieczeń Społecznych Rady Legislacyjnej. W latach 1982–1985 był członkiem Zespołu Doradców Sejmowych. Dla Rady Legislacyjnej i Sejmu przygotował wiele ekspertyz legislacyjnych i opinii o zgłoszonych projektach aktów normatywnych; był współautorem przygotowywanego przez Radę Legislacyjną w 1985 Raportu o stanie prawa.

## Działalność w środowiskach prawniczych
W latach 1967–1990 był członkiem, a przez 2 kadencje członkiem Prezydium Komitetu Nauk Prawnych PAN. Przez wiele lat był członkiem Rady Naukowej Instytutu Państwa i Prawa PAN, członkiem Rady Naukowej Instytutu Pracy i Spraw Socjalnych oraz Instytutu Badania Prawa Sądowego. Był wieloletnim wiceprzewodniczącym Polskiej Sekcji Międzynarodowego Stowarzyszenia Prawa Pracy i Ubezpieczeń Społecznych. Przez kilka kadencji był członkiem Centralnej Komisji Kwalifikacyjnej do Spraw Kadr Naukowych.
Od 1968 był członkiem Komitetu Redakcyjnego „Państwa i Prawa”, którego w latach 1975–1982 był zastępcą redaktora naczelnego. Przez wiele lat był członkiem Rady Programowej, a od 1984 zastępcą redaktora naczelnego „Pracy i Zabezpieczenia Społecznego”. Był wieloletnim członkiem władz naczelnych Zrzeszenia Prawników Polskich, będąc dwukrotnie wiceprezesem Zarządu Głównego ZPP.
W latach 1945–1946 był członkiem ZWM, PPR – w latach 1946–1948. Od 1948 należał do PZPR.
W czasach PRL był odznaczony m.in.: Krzyżem Komandorskim, Oficerskim i Kawalerskim Orderu Odrodzenia Polski oraz Złotym Krzyżem Zasługi.
Pochowany na cmentarzu Powązki Wojskowe w Warszawie (kwatera B15-7-6).

## Główne publikacje
podręczniki:
- Prawo pracy w zarysie, PWN 1971, wznawiany do 1989
- Prawo pracy i ubezpieczeń społecznych 1995, wielokrotnie wznawiany
- Podstawy prawy pracy, 2003
- Precis de droit du travail de la Republique Populaire de Pologne, Ossolineum 1981

monografie:
- Charakter prawny i zakres regulaminu pracy w PRL, 1964
- Ochrona pracujących kobiet, 1971
- Uprawnienia związków zawodowych, 1998
- Nawiązanie i rozwiązanie umowy o pracę, 2000

komentarze:
- Układy zbiorowe pracy. Komentarz, 1995
- Kodeks pracy. Komentarz, 1996